# Kính vật
Trong kĩ thuật quang học, kính vật hay vật kính (tiếng Anh: objective) là phần tử quang học thu thập ánh sáng từ vật đang quan sát và tập trung các tia sáng để tạo ra một hình ảnh thực.
Kính vật có thể là một thấu kính đơn hoặc gương, hoặc là tập hợp các phần tử quang học thành phần. Kính vật có mặt trong tất cả các kính quan sát, như kính hiển vi, kính viễn vọng, máy ảnh, camera, máy chiếu hình, máy đo quang học, và nhiều dụng cụ quang học khác.